# 't Zal je gebeuren...
 't Zal je gebeuren... was een Nederlandse dramaserie, geproduceerd door IDTV uit 1998 over ongelukken en situaties waar tegen men zich had kunnen verzekeren. Aansluitend werd een lange commercial uitgezonden, die een geheel reclameblok duurde en specifiek op het voorgaande inging. Deze constructie stuitte direct op veel kritiek omdat het duidelijk was dat het hele gedramatiseerde deel een vorm van sluikreclame betrof.
De TROS-serie werd slechts één seizoen uitgezonden omdat het Commissariaat voor de Media direct een procedure begon tegen deze vorm van sponsoring. Uiteindelijk moest de TROS dan ook een boete betalen van 80.000 gulden voor deze overtreding.